# Atlantic Coast Hockey League (2002)
Pour la ligue des années 1980, voir Atlantic Coast Hockey League (1981-1987).
 (mars 2023).
Si vous disposez d'ouvrages ou d'articles de référence ou si vous connaissez des sites web de qualité traitant du thème abordé ici, merci de compléter l'article en donnant les références utiles à sa vérifiabilité et en les liant à la section « Notes et références ».
La Ligue de hockey de la Côte Atlantique (Atlantic Coast Hockey League) est une ligue mineure de hockey sur glace des États-Unis qui n'a été active qu'en 2002. De 1981 à 1987, une précédente organisation a porté ce nom, l'Atlantic Coast Hockey League (1981-1987).

## Historique
La ligue se dissout en 2003 et les équipes se séparent dans deux ligues : la World Hockey Association 2 et la South East Hockey League. En 2004, les équipes survivantes de ces deux championnats se regroupent dans la Southern Professional Hockey League.

## Palmarès
Les Seals d'Orlando ont remporté la saison régulière et les playoffs en 2002-2003.